# Маклейн, Бартон
Бартон Маклейн (англ. Barton MacLane), имя при рождении Эрнест Бартон Маклейн (англ. Ernest Barton MacLane) (25 декабря 1902 года — 1 января 1969 года) — американский актёр, драматург и сценарист, более всего известный по ролям в кино в 1930-40-е годы и на телевидении в 1960-е годы.
Маклейн сыграл в таких значимых фильмах, как «Джимены» (1935), «Пулями или голосами» (1937), «Жизнь даётся один раз» (1937), «Принц и нищий» (1937), «Ты и я» (1938), «Мальтийский сокол» (1941), «Высокая Сьерра» (1941), «Сокровища Сьерра-Мадре» (1948), «Распрощайся с завтрашним днём» (1950) и «История Гленна Миллера» (1954).
Самыми крупными работами Маклейна в телесериалах были главная роль в вестерне «Разбойники» (1960-62) и постоянная роль генерала Питерсона в ситкоме «Я мечтаю о Джинни» (1965-69).

## Ранние годы и начало актёрской карьеры
Бартон Маклейн родился 25 декабря 1902 года в Колумбии, Южная Каролина, в семье директора городской психиатрической больницы. Когда Маклейну было семь лет, его семья — в которой было четверо братьев и сестёр — переехала в Кромвель, Коннектикут, где он посещал начальную и среднюю школу. После окончания школы Маклейн поступил по специальности английский язык в Уэслианский университет в Мидделтауне, Коннектикут, где был капитаном баскетбольной команды и звездой футбольной команды. Во время учёбы на последнем курсе Университета в одном из матчей студенческого чемпионата по американскому футболу Маклейн пробежал с мячом 100 ярдов и сделал тачдаун, установив рекорд сезона, чем привлёк к себе внимание средств массовой информации. Позднее Маклейн вспоминал, что ему «было приятно получить столько общественного внимания».
В 1924 году популярный актёр Ричард Дикс, который готовился к съёмкам в спортивном фильме «Квотербек» (1926), увидел статью о Маклейне в одной из газет, после чего решил взять его на эпизодическую роль футболиста в своём фильме. Знакомство с атмосферой кино полностью изменило направление карьеры Маклейна, и вместо писательского труда, к которому он готовился, Маклейн решил стать актёром. После окончания университета Маклейн в течение года обучался в Американской академии драматического искусства, после чего начал играть в репертуарном театре в Бруклине.

## Бродвейская карьера в 1927—1934 годах
В 1927 году Маклейн дебютировал на Бродвее в роли ассистента окружного прокурора в успешной судебной мелодраме «Процесс Мэри Дуган» (1927-28), которая выдержала 437 представлений. В дальнейшем он сыграл в таких бродвейских постановках, как криминальная драма «Громовержцы» (1928-29) по Максвеллу Андерсону, мелодрама «Метро экспресс» (1929-30, 271 представление), драма «Сталь» (1931) и «Дерево» (1932).
Летом 1932 года Маклейн написал собственную пьесу «Свидания», которую продал продюсеру Артуру Хопкинсу, получив контракт на исполнение главной роли. Постановка получила благожелательные отклики, в том числе, от критика «Нью-Йорк Таймс» Брукса Аткинсона, по словам которого, Маклейн «написал пьесу в порыве юношеской экзальтации. Хотя он реалистична по форме и говорит на оживлённом уличном жаргоне, это скорее фантазии на тему о том, что могло бы произойти, когда отважный здоровый сильный парень решает изменить мир с помощью пистолета».
За два последующих года Маклейн сыграл в спектаклях «Кнут палача» (1933) и «Жёлтая лихорадка» (1934). Во время игры в спектакле «Кнут палача» на Маклейна обратил внимание скаут по поиску талантов со студии Paramount, который подписал с молодым актёром стандартный контракт.

## Карьера в кино в 1930-е годы
Ещё во время театральной карьеры Маклейн начал играть в эпизодических ролях, которые снимала в Нью-Йорке студия Paramount’s Astoria, среди них комедия братьев Маркс «Кокосовые орешки» (1929), мелодрама «Его женщина» (1931) с Гэри Купером и Клодетт Кольбер и комедия «Тилли и Гас» (1933) с У. К. Филдсом, а также несколько короткометражных фильмов.
Вскоре Маклейн заключил выгодный контракт с Warner Bros и перебрался в Голливуд, где сделал себе имя исполнением ролей гангстеров, заключённых или отчаянных парней в таких фильмах, как «Джимены» (1935), «Чёрная ярость» (1935) и «Пулями или голосами» (1936). В криминальной драме «Джимены» (1935) Маклейн сыграл роль главаря банды грабителей и убийц, которого в финале картины убивает агент ФБР в исполнении Джеймса Кэгни. В криминальной драме про шахтёров «Чёрная ярость» (1935) Маклейн был членом частного детективного агентства, который в пьяном виде пристаёт к дочери одного из шахтёров, а затем убивает самого шахтёра, когда тот пытается защитить честь дочери. В криминальной мелодраме «Пулями или голосами» (1936) Маклейн был главарём мафиозного синдиката, которого ближе к финалу картины убивает его амбициозный подручный (Хамфри Богарт). Журнал Variety назвал эту картину «быстрым, безошибочно сделанным боевиком», среди прочих достоинств картины отметив «отличную» игру Маклейна, а также Богарта «в роли его правой руки, который убедительно доносит ощущение угрозы». После этого, как отметила историк кино Карен Хэннсберри, «в редком отступлении от образа бандита, Маклейн сыграл укротителя животных» в фильме «Бенгальский тигр» (1936), и эту работу актёра высоко оценил один из профессиональных укротителей за «полную уверенность и отвагу». В исторической мелодраме «Принц и нищий» (1937) по книге Марка Твена Маклейн сыграл роль преступного отца-алкоголика нищего мальчика Тома Кенти, который на какое-то время поменяется местами с сыном короля Генриха VIII.
В тюремной драме «Сан-Квентин» (1937) Маклейн предстал в образе жестокого и коварного заместителя надзирателя тюрьмы, который издевается над заключёнными и с помощью провокации пытается устранить своего начальника, чтобы занять его место. В журнале Variety картина была охарактеризована как «суровая и внешне аутентичная тюремная мелодрама, которой однако не удаётся стать большим событием, потому что её любовная история не слишком сильна, а сюжет не обладает достаточной мощью». При этом в рецензии отмечается, что «Пэт О’Брайен, Энн Шеридан, Хамфри Богарт и Бартон Маклейн выдают хорошую игру». Криминальная мелодрама «Жизнь даётся один раз» (1937) рассказывает историю трагической любви бывшего заключённого (Генри Фонда) и помощницы адвоката (Сильвия Сидни). Как отмечено в рецензии на фильм в журнале Variety, «существенную поддержку фильму обеспечивают Бартон Маклейн в роли общественного защитника, который, несмотря на свою любовь к Сидни, по-дружески относится к Фонде», а Фрэнк Ньюджент в «Нью-Йорк Таймс» написал, что «Маклейн, как обычно, несгибаем в роли общественного защитника». Вместе с тем, по мнению критика, «по сути, это произведение одного человека, и этим человеком является режиссёр».
Год спустя Маклейн сыграл ещё в одном фильме Фрица Ланга «Ты и я» (1938), на этот раз исполнив роль главаря банды, который организует ограбление крупного универмага. Затем, как отмечает Хэннсберри, Маклейн «выдал первоклассную игру в качестве профессионального бойца» в фильме «Парень возвращается» (1938). Типичным в отношении его игры был комментарий обозревателя «Нью-Йорк Таймс» Фрэнка С. Ньюджента: «Маклейн, который сыграл на Warner в очень многих фильмах категории В, наконец, получил крепкую роль. Его Ганнер Мэлоун — это стойкий сражающийся боец, который заставляет держаться эту боксёрскую мелодраму на кинематографических ногах ещё долго после того момента, когда сценаристы слишком устали, чтобы выдать ещё одну строку или нанести удар ещё одним сюжетным поворотом». В 1938 году Маклейн сыграл одну из главных ролей детектива полиции в криминальной драме «Побег из тюрьмы» (1938), а в криминальной мелодраме «Я был заключённым» (1939) он сыграл бывшего рэкетира, который после освобождения из тюрьмы исправляется и становится правой рукой богатого бизнесмена.
Кроме того, в 1937-39 годах Маклейн, по словам Хэннсберри, «играл на правильной стороне закона», создав образ крутого, но симпатичного копа, лейтенанта Стива Макбрайда в серии из семи детективных фильмов про ведущего расследования газетного репортёра Торчи Блейн, роль которой исполнила Гленда Фаррелл.

## Карьера в кино и театре в 1940-е годы

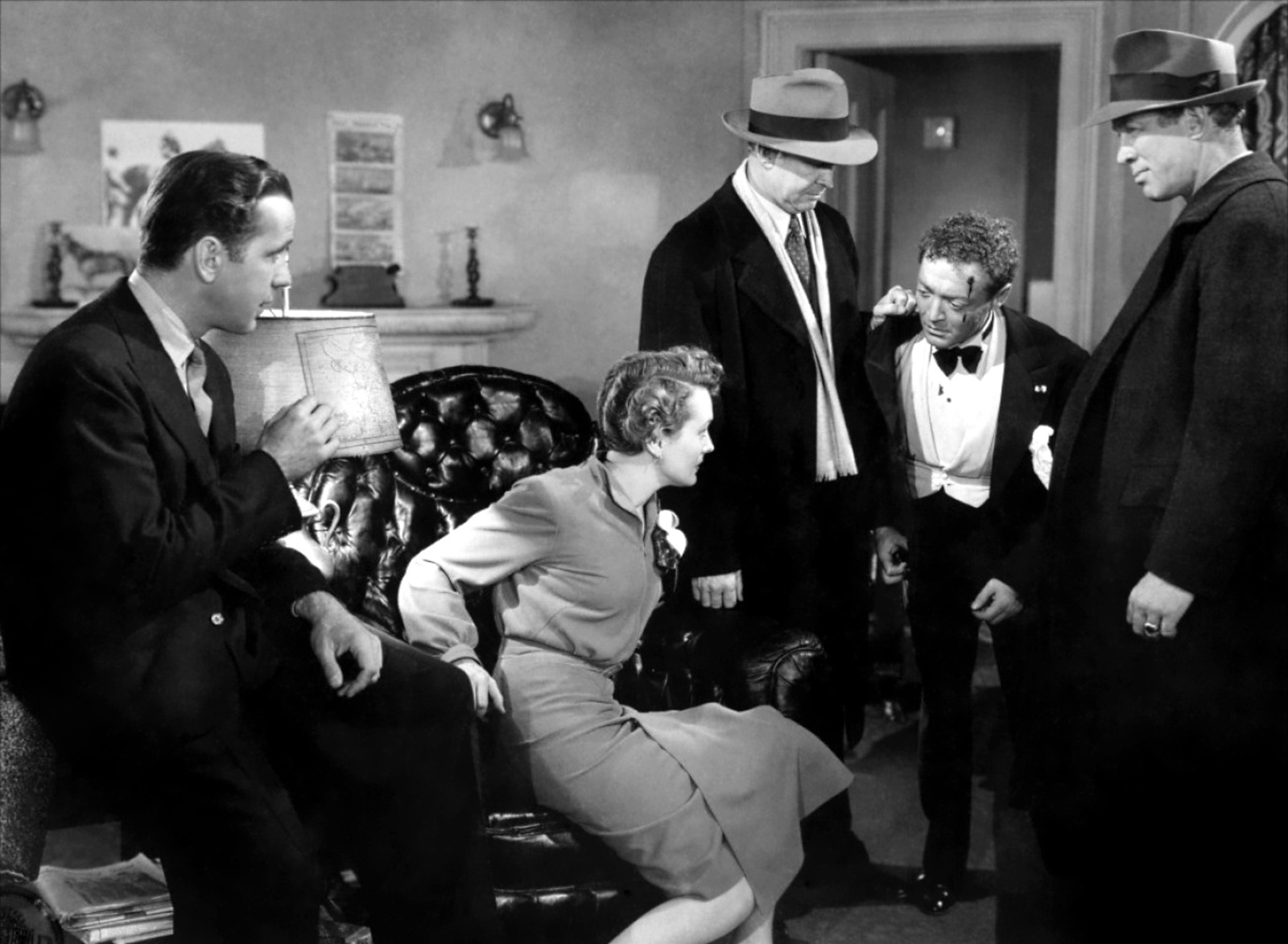
Сцена из фильма «Мальтийский сокол» (1941). В центре — Бартон Маклейн

В начале 1940-х годов Маклейн сыграл сразу в нескольких значимых фильмах нуар. Фильм нуар «Высокая Сьерра» (1941) рассказывал об опытном уголовнике Рое Эрле (Хамфри Богарт), который после выхода на свободу совершает очередное ограбление, однако в конце концов полиция загоняет его в угол и убивает в горах Высокой Сьерры. Маклейн сыграл в этом фильме важную роль бандита, который пытается присвоить добычу Роя сначала мошенническим путём, а затем и с помощью оружия, однако в конце концов его самого убивают. Босли Краузер в «Нью-Йорк Таймс» оценил фильм как «по-настоящему великолепный», при этом основное внимание критиков привлекли к себе актёрские работы Богарта и Айды Лупино. В том же году вышел фильм «Мальтийский сокол» (1941), где Маклейн сыграл лейтенанта детективов Данди, жёсткого и бескомпромиссного копа, который поначалу подозревает в убийстве частного сыщика Филипа Марлоу (Богарт). После выхода на экраны фильм получил восторженные отзывы критиков, которые отметили его «искромётный диалог и саспенс, а также режиссуру, которая не даёт ни единого сбоя». Наряду с высокой оценкой исполнителей всех главных ролей обозреватель Hollywood Citizen-News Джеймс Фрэнсис Кроу также отметил, что игра Маклейна, Уорда Бонда (который сыграл его напарника) и некоторые другие актёрские работы второго плана были «все плюсом этой картины». В том же году в вестерне Фрица Ланга «Вестерн Юнион» (1941) он предстал в образе преступника Джека Слейда, а в фантастическом хорроре «Доктор Джекилл и мистер Хайд» (1941) со Спенсером Трейси и Ингрид Бергман в главных ролях он сыграл важную роль второго плана. Как отмечает Эриксон, «став свободным агентом, Маклейн неудачно вернулся к работе сценариста, написав в 1941 году сценарий для халтурного фильма студии PRC „Человек отваги“ (1941). Как сообщалось, публика визжала от смеха, когда Маклейн, произнося собственный текст, выспренно предавался воспоминаниям о деревенской жизни».
Как пишет Хэннсберри, на протяжении 1940-х годов Маклейн не оставался без съёмок, сыграв в широком спектре картин, включая фильмы ужасов «Призрак мумии» (1944) и «Крик оборотня» (1944), вестерн «Восстание в Санта-Фе» (1946), военные фильмы «Тайная команда» (1944) и «Морские всадники» (1944), тюремные картины «Сан-Квентин» (1946) и даже два фильма из серии про Тарзана — «Тарзан и амазонки» (1945) и «Тарзан и охотница» (1947). В 1948 году в хорошо принятом приключенческом вестерне «Сокровища Сьерра-Мадре» (1948) Маклейн сыграл преступного руководителя строительства, которого за задержку зарплаты избивают персонажи Богарта и Тима Холта. Затем, в довольно посредственном, по мнению Хэннсберри, фильме нуар «Красный свет» (1948) Маклейн сыграл важную роль копа Стрекера, который расследует убийство капеллана наряду с частным расследованием, которое ведёт брат капеллана (Джордж Рафт). Маклейн, по словам Хэннсберри, «получил восторженные отзывы от критиков за „выдающуюся“ игру в этом фильме» .
Помимо киноролей Маклейн также появлялся во многих театральных постановках, в том числе в спектакле по собственной пьесе «Чёрный Джон», которая в 1948 году была поставлена в Далласе и Лос-Анджелесе.

## Кинокарьера в 1950—1960-е годы
Фильм нуар «Распрощайся с завтрашним днём» (1950) рассказывает о безжалостном психопатическом бандите (Джеймс Кэгни), который сбегает из тюрьмы, а затем совершает ограбление в небольшом городке. В этой картине Маклейн, вновь, как и в «Мальтийском соколе», вместе с Уордом Бондом играет пару детективов, которым поручение расследование. Однако, в отличие от «Мальтийского сокола», здесь они предстают продажными копами, которые в итоге попадаются в ловушку преступника и подвергаются шантажу со его стороны. Как пишет Хэннсберри, «за исполнение роли потворствующего бандитам копа Маклейн вновь удостоился похвал со стороны критиков», включая Эдвина Шаллерта из «Лос-Анджелес Таймс» который отметил, что актёр был «на высоте».
В 1950-е годы Маклейн играл роли второго плана в таких коммерчески успешных фильмах, как увлекательный байопик «История Гленна Миллера» (1954) о знаменитом композиторе и руководителе биг-бенда с Джеймсом Стюартом в заглавной роли. Однако чаще, по мнению Хэннсберри, его можно было увидеть в бесчисленном потоке вестернов, который включал ленты «Лучший из негодяев» (1951), «Полукровка» (1952), «Джек Слейд» (1953), «Канзас Пасифик» (1953), «Рельсы в Ларами» (1954), «Путь Джубили» (1954), «Адский форпост» (1954), «Фосфорицирующий свет» (1955), «Сокровище рубиновых холмов» (1955), «Серебряная звезда» (1955), «Последний из отчаянных» (1955), «Незнакомец в Сиерре» (1957), «Перекрёстки ада» (1957) и «Приграничный стрелок» (1958).
Маклейн продолжал работать на большом экране и в 1960-е годы, сыграв полицейского комиссара в комедийной мелодраме «Пригоршня чудес» (1961), последней режиссёрской работе Фрэнка Капры. Он также сыграл в умеренно увлекательных вестернах «Закон беззаконных» (1964), «Укротитель города» (1965) с Дэной Эндрюсом и забавном комедийном вестерне «Пропойцы» (1965) с Гленном Фордом и Генри Фондой. В конце кинокарьеры Маклейн сыграл врача в вестерне «Солдат» (1968) и шерифа в вестерне «Аризонские партизаны» (1968), который стал его последним появлением на большом экране.

## Карьера на телевидении в 1953—1968 годы
В 1950-60-е годы Маклейн неоднократно появлялся в гостевых ролях в телесериалах, таких как «Театр у камина» (1953), «Театр четырёх звёзд» (1955), «Видеотеатр от „Люкс“» (1955-57), «Шайенн» (1956), «Перекрёстки» (1956), «Истории Уэллс-Фарго» (1957), «Чёрное седло» (1959), «Перри Мейсон» (1959-64), «Сухопутная тропа» (1960), «Ларами» (1960-63) и «Дымок из ствола» (1966-67).

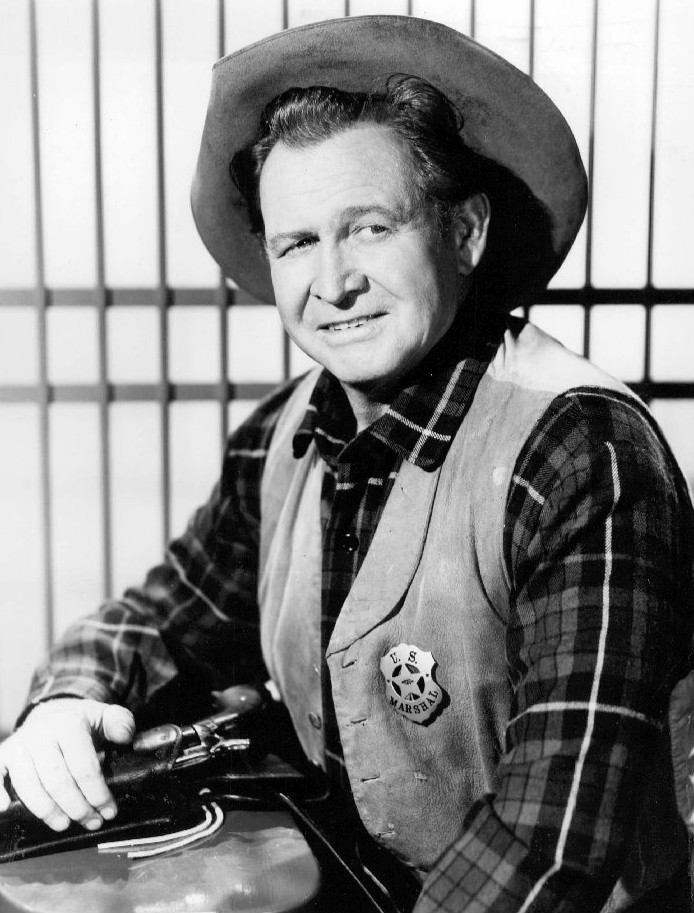
Бартон Маклейн в телесериале «Разбойники» (1960)

В 1960 году Маклейн отошёл от образа типичного плохого парня, когда стал играть роль американского маршала Фрэнка Кейна в 27 эпизодах телесериала-вестерна «Разбойники» (1960-61). Эта перемена была с радостью воспринята актёром, который признал, что ему было некомфортно практически всю карьеру играть злодеев. В 1961 году в интервью журналу TV Guide он говорил: «Мне никогда не нравилось играть преступников. На самом деле, я ненавидел их. Но именно этого от меня хотели. И именно это получали. Ну, а телевидение даёт мне кое-что, что я редко имел ранее — возможность сыграть хорошего парня. Это приятное чувство». Однако уже после первого сезона Маклейна, как и большинство других постоянных актёров, удалили из состава «Разбойников».
Во второй половине 1960-х годов Маклейн появился в 35 эпизодах хитового ситкома «Я мечтаю о Джинни» (1965-69), исполнив роль Мартина Питерсона, генерала ВВС и несдержанного босса главного героя. Три эпизода этого сериала с участием Маклейна вышли уже после его смерти.

## Актёрское амплуа и анализ творчества
Бартон Маклейн был плодовитым характерным актёром, который в период с начала 1930-х и до конца 1960-х годов появился более чем в 140 фильмах. В начале 1930-х годов Маклейн пришёл в кино из театра, после чего на протяжении десятилетия исполнял роли преимущественно крутых парней. Со своим фирменным злым прищуром и скрипучим голосом, Маклейн, по словам одного автора, был одним из «самых хороших бандитов, которые когда-либо пробивали себе путь на вершину кино». По словам Скотти Велбурна из «Лос-Анджелес Таймс», «крепкий характерный актёр, Маклейн был одним из самых многолетних экранных злодеев», играя плохих парней в вестернах, криминальных и приключенческих фильмах. Он неоднократно играл безжалостных преступников, жёстких заключённых, продажных копов или устрашающих гангстеров. По словам историка Уильяма К. Эверсона, он был наиболее силён в ролях самодовольного злодея, который, «никогда не разговаривал, если хватало крика». Тем не менее, по мнению Хэннсберри, «Маклейну удавалось вносить нечто особенное в свою игру, создавая запоминающиеся образы из своих часто одномерно написанных персонажей».
Кроме того, как отметила Хэннсберри, Маклейн был достаточно «разносторонним актёром», который «умело справлялся как с комедией, так и тяжёлой драмой». По словам Уилбурна, «изредка Маклейн играл и положительных персонажей, хотя и их обычно представлял в той же угрюмой манере, которая была характерна для его отрицательных образов». Эриксон также отмечает, что Маклейн сыграл роли и хороших главных героев в нескольких фильмах Warner Bros категории В, в частности, предстал в образе вечно спешащего с выводами лейтенанта Стива Макбрайда в киносериале о девушке-детективе Торчи Блейн (1937-39).
В своей кинокарьере, которая охватила несколько десятилетий, Маклейн играл с такими легендами кино, как Хамфри Богарт, Джеймс Кэгни, Спенсер Трейси, Джеймс Стюарт, Эррол Флинн и Пол Муни, и сыграл в нескольких киношедеврах, таких как «Высокая Сьерра» (1941), «Мальтийский сокол» (1941) и «Сокровища Сьерра-Мадре» (1948). Как отметил Эриксон, Маклейн «избивал Богарта в „Мальтийском соколе“ (1941), а Богарт избивал его в „Сокровищах Сьерра Мадре“ (1948)». Однако, по мнению многих киноведов, современному американскому зрителю, Маклейн, вероятно, более всего известен по роли несдержанного генерала Питерсона в классическом ситкоме 1960-х годов «Я мечтаю о Джинни».

## Личная жизнь
В 1925 году Маклейн женился на Марте Стюарт, которая в начале 1930-х годов родила ему двоих детей — Уильяма и Марлейн. В 1930 году они развелись. В 1939 году Маклейн женился повторно на актрисе Шарлотте Уинтерс, которая на протяжении 1930-40-х годов сыграла малые и эпизодические роли более чем в 50 фильмах, причём в шести фильмах — вместе с мужем. Пара прожила в браке в течение тридцати лет вплоть до смерти актёра.

## Смерть
В конце 1968 года, вскоре после съёмок очередного эпизода телесериала «Я мечтаю о Джинни» Маклейн был помещён в больницу Санта-Моники с диагнозом двустороннее воспаление лёгких. Две недели спустя, 1 января 1969 года 66-летний актёр умер от рака (по другим сведениям — от пневмонии).

## Фильмография
| Год       |   | Русское название                          | Оригинальное название             | Роль                                                          |
| --------- | - | ----------------------------------------- | --------------------------------- | ------------------------------------------------------------- |
| 1926      | ф | Квотербек                                 | The Quarterback                   | футболист (в титрах не указан)                                |
| 1929      | ф | Кокосовые орешки                          | The Cocoanuts                     | купающийся (в титрах не указан)                               |
| 1931      | ф | Его женщина                               | His Woman                         | член экипажа (в титрах не указан)                             |
| 1932      | ф | Прокруор штата                            | State's Attorney                  | репортёр в суде (в титрах не указан)                          |
| 1933      | ф | Грохочущее стадо                          | The Thundering Herd               | Пруитт, подручный Джетта                                      |
| 1933      | ф | Лесной человек                            | Man of the Forest                 | Малви, подручный                                              |
| 1933      | ф | До последнего человека                    | To the Last Man                   | Нил Стэнли                                                    |
| 1933      | ф | Тилли и Гас                               | Tillie and Gus                    | комиссар Макленнан                                            |
| 1933      | ф | Большой начальник                         | Big Executive                     | Гарри, гид                                                    |
| 1933      | ф | Одинокий ковбой                           | Lone Cowboy                       | Дж.Дж. Бакстер                                                |
| 1933      | ф | Огонь и вода                              | Hell and High Water               | менеджер танцевального зала                                   |
| 1934      | ф | Последняя облава                          | The Last Round-Up                 | Чарли Бенсон                                                  |
| 1935      | ф | Черная ярость                             | Black Fury                        | Макги                                                         |
| 1935      | ф | Дело о любопытной невесте                 | The Case of the Curious Bride     | детектив Лукас                                                |
| 1935      | ф | Джимены                                   | 'G' Men                           | Коллинз                                                       |
| 1935      | ф | Пускайся в пляс                           | Go Into Your Dance                | Дьюк Хатчинсон                                                |
| 1935      | ф | В затруднительном положении               | Stranded                          | Шарки                                                         |
| 1935      | ф | Мисс Глори                                | Page Miss Glory                   | Блэки                                                         |
| 1935      | ф | Дело о счастливых ножках                  | The Case of the Lucky Legs        | Бизонетт                                                      |
| 1935      | ф | Доктор Сократ                             | Dr. Socrates                      | Ред Бастиан                                                   |
| 1935      | ф | Я обнаружил Стелу Пэриш                   | I Found Stella Parish             | Клифтон Джеффордс                                             |
| 1935      | ф | Парень из Фриско                          | Frisco Kid                        | Спайдер Бёрк                                                  |
| 1935      | ф | Железный человек                          | Man of Iron                       | Крис Беннетт                                                  |
| 1936      | ф | Нулевой предел                            | Ceiling Zero                      | Эл Стоун                                                      |
| 1936      | ф | Разгуливая мертвым                        | Ходячие мертвецы                  | Лодер                                                         |
| 1936      | ф | Плейбой с Таймс-сквер                     | Times Square Playboy              | Кейси, дворецкий и тренер Вика                                |
| 1936      | ф | Пулями или голосами                       | Bullets or Ballots                | Эл Крюгер                                                     |
| 1936      | ф | Бенгальский тигр                          | Bengal Tiger                      | Клифф Балленджер                                              |
| 1936      | ф | Побег из тюрьмы                           | Jailbreak                         | детектив, капитан Рурк                                        |
| 1937      | ф | Умная блондинка                           | Smart Blonde                      | Стив Макбрайд                                                 |
| 1937      | ф | Страна Бога и женщина                     | God's Country and the Woman       | Буллхэд                                                       |
| 1937      | ф | Жизнь даётся один раз                     | You Only Live Once                | Стивен Уитни                                                  |
| 1937      | ф | Принц и нищий                             | The Prince and the Pauper         | Джон Кэнти                                                    |
| 1937      | ф | Отвага спасателя                          | Draegerman Courage                | Эндрю Бупре                                                   |
| 1937      | ф | Сан-Квентин                               | San Quentin                       | капитан Драггин                                               |
| 1937      | ф | Улетай, девочка                           | Fly Away Baby                     | Стив Макбрайд                                                 |
| 1937      | ф | Навсегда со времён Евы                    | Ever Since Eve                    | Эл Маккой                                                     |
| 1937      | ф | Рождённый безрассудным                    | Born Reckless                     | Джим Барнс                                                    |
| 1937      | ф | Вино, женщины и лошади                    | Wine, Women and Horses            | Джим Тёрнер                                                   |
| 1937      | ф | Отважная блондинка                        | The Adventurous Blonde            | Стив Макбрайд                                                 |
| 1938      | ф | Блондинки на работе                       | Blondes at Work                   | лейтенант Стив Макбрайд                                       |
| 1938      | ф | Парень возвращается                       | The Kid Comes Back                | Ганнер Мэлоун                                                 |
| 1938      | ф | Золото там, где ищешь                     | Gold Is Where You Find It         | Слэг Мартин                                                   |
| 1938      | ф | Ты и я                                    | You and Me                        | Микки Бейн                                                    |
| 1938      | ф | Побег из тюрьмы                           | Prison Break                      | Хоакин Шэннон                                                 |
| 1938      | ф | Шторм                                     | The Storm                         | капитан Когсвелл                                              |
| 1938      | ф | Торчи находит нужного человека            | Torchy Gets Her Man               | детектив Стив Макбрайд                                        |
| 1939      | ф | Встань и дерись                           | Stand Up and Fight                | Краудер                                                       |
| 1939      | ф | Торчи Блейн в Чайнатауне                  | Torchy Blane in Chinatown         | детектив, лейтенант Стив «Мак» Макбрайд                       |
| 1939      | ф | Я был заключённым                         | I Was a Convict                   | Эйс Кинг                                                      |
| 1939      | ф | Царь большого города                      | Big Town Czar                     | Фил Дейли                                                     |
| 1939      | ф | Торчи баллотируется в мэры                | Torchy Runs for Mayor             | детектив Стив Макбрайд                                        |
| 1939      | ф | Бунт в большом доме                       | Mutiny in the Big House           | Рэд Мэнсон                                                    |
| 1940      | ф | Банды Чикаго                              | Gangs of Chicago                  | Джим Рэмзи                                                    |
| 1940      | ф | Бездушные мужчины                         | Men Without Souls                 | Блэки Дрю                                                     |
| 1940      | ф | Секретная семёрка                         | The Secret Seven                  | Сэм О’Доннелл                                                 |
| 1940      | ф | Мелодии ранчо                             | Melody Ranch                      | Марк Уайлдхэк                                                 |
| 1941      | ф | Высокая Сьерра                            | High Sierra                       | Джейк Кранмер                                                 |
| 1941      | ф | Приходи со мной жить                      | Come Live with Me                 | Барни Гроган                                                  |
| 1941      | ф | Вестерн Юнион                             | Western Union                     | Джек Слейд                                                    |
| 1941      | ф | Надоедливый Билл                          | Barnacle Bill                     | Джон Келли                                                    |
| 1941      | ф | Отправиться в путь                        | Hit the Road                      | Джеймс Дж. Райан                                              |
| 1941      | ф | Мужская сила                              | Manpower                          | Смайли Куинн                                                  |
| 1941      | ф | Доктор Джекилл и мистер Хайд              | Dr. Jekyll and Mr. Hyde           | Сэм Хиггинс                                                   |
| 1941      | ф | Зов диких гусей                           | Wild Geese Calling                | пират Келли                                                   |
| 1941      | ф | Мальтийский сокол                         | The Maltese Falcon                | лейтенант детективов Данди                                    |
| 1942      | ф | На протяжении всей ночи                   | All Through the Night             | Марти Каллаган                                                |
| 1942      | ф | Большая улица                             | The Big Street                    | Кейс Эйблс                                                    |
| 1942      | ф | Шоссе ночью                               | Highways by Night                 | Лео Бронсон                                                   |
| 1943      | ф | Отважный человек                          | Man of Courage                    | Джон Уоллес                                                   |
| 1943      | ф | Благородный гангстер                      | A Gentle Gangster                 | Майк Хэллит                                                   |
| 1943      | ф | Бомбардир                                 | Bombardier                        | сержант Арчи Диксон                                           |
| 1943      | ф | Песня Техаса                              | Song of Texas                     | Джим Калверт                                                  |
| 1943      | ф | Суперпёс                                  | The Underdog                      | Джон Тейт                                                     |
| 1943      | ф | Самое странное дело Криминального доктора | The Crime Doctor's Strangest Case | детектив Риф                                                  |
| 1944      | ф | Набонга                                   | Nabonga                           | Карл Хёрст                                                    |
| 1944      | ф | Морские пираты                            | Marine Raiders                    | сержант Магуайр                                               |
| 1944      | ф | Призрак мумии                             | The Mummy's Ghost                 | инспектор Уолгрин                                             |
| 1944      | ф | Секретный приказ                          | Secret Command                    | Ред Келли                                                     |
| 1944      | ф | Вой оборотня                              | Cry of the Werewolf               | лейтенант Барри Лейн                                          |
| 1944      | ф | Нежная Энни                               | Gentle Annie                      | шериф Татум                                                   |
| 1945      | ф | Тарзан и амазонки                         | Tarzan and the Amazons            | Баллистер                                                     |
| 1945      | ф | Испуганный труп                           | Scared Stiff                      | Джордж «Декан» Маркэм                                         |
| 1945      | ф | Испанские владения                        | The Spanish Main                  | капитан Бенджамин Блэк                                        |
| 1946      | ф | Таинственная гостья                       | Mysterious Intruder               | детектив Таггарт                                              |
| 1946      | ф | Восстание в Санта-Фе                      | Santa Fe Uprising                 | Кроуфорд                                                      |
| 1946      | ф | Сан-Квентин                               | San Quentin                       | Ник Тейлор                                                    |
| 1947      | ф | Тарзан и охотница                         | Tarzan and the Huntress           | Пол Уир                                                       |
| 1947      | ф | Шайенн                                    | Cheyenne                          | Уебб Янси                                                     |
| 1947      | ф | Полёт в джунглях                          | Jungle Flight                     | Кейс Хагин                                                    |
| 1948      | ф | Сокровища Сьерра-Мадре                    | The Treasure of the Sierra Madre  | Маккормик                                                     |
| 1948      | ф | Неустанный                                | Relentless                        | Текс Брендоу                                                  |
| 1948      | ф | Серебряная река                           | Silver River                      | «Банджо» Суини                                                |
| 1948      | ф | Парень идёт на Запад                      | The Dude Goes West                | Техас Джек Бартон                                             |
| 1948      | ф | Стены Иерихона                            | The Walls of Jericho              | Готч Маккёрди                                                 |
| 1948      | ф | Ангел в изгнании                          | Angel in Exile                    | Макс Джиорджио                                                |
| 1948      | ф | Неизведанный остров                       | Unknown Island                    | капитан Тарновски                                             |
| 1949      | ф | Красный свет                              | Red Light                         | детектив Стрекер                                              |
| 1950      | ф | Распрощайся с завтрашним днём             | Kiss Tomorrow Goodbye             | лейтенант Джон Рис                                            |
| 1950      | ф | Начинающий пожарный                       | Rookie Fireman                    | капитан Джесс Хеншоу                                          |
| 1950      | ф | Давайте потанцуем                         | Let's Dance                       | Ларри Ченнок                                                  |
| 1950      | ф | Королева бандитов                         | Bandit Queen                      | Джим Харден                                                   |
| 1951      | ф | Лучший из негодяев                        | Best of the Badmen                | Джоуд                                                         |
| 1951      | ф | Барабаны глубокого юга                    | Drums in the Deep South           | сержант Мэк Маккардл                                          |
| 1952      | ф | Горны днём                                | Bugles in the Afternoon           | капитан Майлс Мойлан                                          |
| 1952      | ф | Полукровка                                | The Half-Breed                    | маршал Кэссиди                                                |
| 1952      | ф | Громовержцы                               | Thunderbirds                      | сержант Дёрк                                                  |
| 1953      | ф | Канзас Пасифик                            | Kansas Pacific                    | Кэл Брюс                                                      |
| 1953      | ф | Страна коров                              | Cow Country                       | Марвин Паркер                                                 |
| 1953      | ф | Капитан Шрам                              | Captain Scarface                  | капитан Шрам                                                  |
| 1953      | ф | Море пропавших кораблей                   | Sea of Lost Ships                 | капитан Джек Мэтьюз                                           |
| 1953      | ф | Джек Слейд                                | Jack Slade                        | Жюль Рени                                                     |
| 1953      | ф | История Гленна Миллера                    | The Glenn Miller Story            | генерал Арнольд                                               |
| 1953      | с | Театр у камина (2 эпизода)                | Fireside Theatre                  | сержант Джеймс Симмонс/Большой Ред                            |
| 1953      | с | Витрина Вашего ювелира                    | Your Jeweler's Showcase           |                                                               |
| 1954      | ф | Путь Джубили                              | Jubilee Trail                     | Декан Бартлетт                                                |
| 1954      | ф | В Ларами по рельсам                       | Rails Into Laramie                | Ли Грэм                                                       |
| 1954      | с | Порт                                      | Waterfront                        | Макклёрг                                                      |
| 1954      | с | Кульминация                               | Climax!                           |                                                               |
| 1954      | с | Свистун                                   | The Whistler                      | Маккей                                                        |
| 1954      | ф | Адский форпост                            | Hell's Outpost                    | шериф Олсон                                                   |
| 1955      | ф | Сокровище рубиновых холмов                | Treasure of Ruby Hills            | «Чок» Рейнолдс                                                |
| 1955      | ф | Серебряная звезда                         | The Silver Star                   | Генри «Тайни» Лонтри                                          |
| 1955      | ф | Фосфоресцирующий свет                     | Foxfire                           | Джим Меблетт                                                  |
| 1955      | ф | Беглецы из тюрьмы                         | Jail Busters                      | капитан Дженкинс, начальник охраны                            |
| 1955      | ф | Последний из отчаянных                    | Last of the Desperados            | Мосби, главарь банды                                          |
| 1955      | с | Театр звёзд от «Шлитц»                    | Schlitz Playhouse of Stars        | шеф Брукс                                                     |
| 1955      | с | Театр от «Пепси-Колы»                     | The Pepsi-Cola Playhouse          | капитан Хансен                                                |
| 1955      | с | Театр четырёх звёзд (2 эпизода)           | Four Star Playhouse               | капитан Уеббер/Мило                                           |
| 1955—1957 | с | Видеотеатр от «Люкс» (3 эпизода)          | Lux Video Theatre                 | Марвин Плэтт/Стив/Деймон                                      |
| 1956      | ф | Мокрые спины                              | Wetbacks                          | Карл Шэнкс                                                    |
| 1956      | ф | Человек вооружён                          | The Man Is Armed                  | детектив, лейтенант Дэн Костер                                |
| 1956      | ф | Голый пистолет                            | Naked Gun                         | Джо Барнем                                                    |
| 1956      | ф | Три жестоких человека                     | Three Violent People              | Йейтс                                                         |
| 1956      | ф | Ягуар                                     | Jaguar                            | Стив Бейли                                                    |
| 1956      | ф | Ответный удар                             | Backlash                          | сержант Джордж Лейк                                           |
| 1956      | с | Шайенн                                    | Cheyenne                          | Мартин Сторм                                                  |
| 1956      | с | Перекрёстки                               | Crossroads                        | Трак Адамс                                                    |
| 1956      | с | Час от «Кайзер алуминиум»                 | The Kaiser Aluminum Hour          | Дэн Ройал                                                     |
| 1956      | с | Студия 57                                 | Studio 57                         | капитан Стерлинг                                              |
| 1956—1957 | с | Конфликт (2 эпизода)                      | Conflict                          | Глен Каллистер                                                |
| 1957      | ф | Перекрёстки ада                           | Hell's Crossroads                 | агент Пинкертона Клайд О’Коннелл                              |
| 1957      | ф | Незнакомец в Сиерре                       | Sierra Stranger                   | Лем Готч                                                      |
| 1957      | ф | Месть индейцев                            | Naked in the Sun                  | Уилсон                                                        |
| 1957      | с | Истории Уэллс-Фарго                       | Tales of Wells Fargo              | старик Клэнтон                                                |
| 1957      | с | Телефонное время                          | Telephone Time                    | Пит Девлин                                                    |
| 1957      | с | Циркач                                    | Circus Boy                        | детектив Пинкертона Нолан                                     |
| 1957      | с | Телеграфная служба                        | Wire Service                      | генерал Бэйли                                                 |
| 1958      | ф | Мальчик гейша                             | The Geisha Boy                    | майор Риджли                                                  |
| 1958      | ф | Приграничный стрелок                      | Frontier Gun                      | Саймон Крейл                                                  |
| 1958      | ф | Девушка в лесу                            | Girl in the Woods                 | Большой Джим                                                  |
| 1958      | ф | Девушка в бегах                           | Girl on the Run                   | Фрэнсис Дж. Бранниган                                         |
| 1958      | с | Сансет-Стрип, 77                          | 77 Sunset Strip                   | Бранниган                                                     |
| 1958      | с | Телевизионный театр от «Крафт»            | Kraft Television Theatre          | Поттер                                                        |
| 1958—1959 | с | Театр Десилу от «Вестингхаус»             | Westinghouse Desilu Playhouse     | Вентворт/Мэтт Треньер                                         |
| 1959      | с | Чёрное седло                              | Black Saddle                      | генерал Орестер Фаулер                                        |
| 1959      | с | Большое жюри                              | Grand Jury                        | Сэм Спэннер                                                   |
| 1959—1960 | с | Диснейленд (3 эпизода)                    | Disneyland                        | Боб Скэнлон/Ролс Кеттрик                                      |
| 1959—1964 | с | Перри Мейсон (4 эпизода)                  | Perry Mason                       | Арчер Осмонд/Гарольд Минтер/шериф Юджин Норрис/сенатор Бейлор |
| 1960      | ф | Стрелки Эйбилина                          | Gunfighters of Abilene            | Сет Хейнлайн                                                  |
| 1960      | ф | Петля для стрелка                         | Noose for a Gunman                | Карл Эйвери                                                   |
| 1960      | с | Натянутый канат                           | Tightrope                         | Винс Бэрон                                                    |
| 1960      | с | Сухопутная тропа                          | Overland Trail                    | Большой Джедд Брэддок                                         |
| 1960—1961 | с | Разбойники (27 эпизодов)                  | Outlaws                           | маршал Франк Кейн                                             |
| 1960—1963 | с | Ларами (4 эпизода)                        | Laramie                           | Оуэн Ричардс/Эд Бишоп/Мел Бишоп/Камерон Голт                  |
| 1961      | ф | Пригоршня чудес                           | Pocketful of Miracles             | комиссар полиции                                              |
| 1964      | ф | Законы беззаконных                        | Law of the Lawless                | Большой Том Стоун                                             |
| 1965      | ф | Пропойцы                                  | The Rounders                      | Таннер                                                        |
| 1965      | ф | Городской укротитель                      | Town Tamer                        | Джеймс Фенимор Фелл                                           |
| 1965—1969 | с | Я мечтаю о Джинни (35 эпизодов)           | I Dream of Jeannie                | генерал Мартин Питерсон                                       |
| 1966      | с | Семейка монстров                          | The Munsters                      | Большой Рой                                                   |
| 1966—1967 | с | Дымок из ствола (2 эпизода)               | Gunsmoke                          | Уиллард Кернер/Херкимер Кроуфорд                              |
| 1967      | с | Манкиз                                    | The Monkees                       | Барт                                                          |
| 1967      | с | Хондо                                     | Hondo                             | Маркэм                                                        |
| 1968      | ф | Аризонские партизаны                      | Arizona Bushwhackers              | шериф Гровер                                                  |
| 1968      | ф | Солдат                                    | Buckskin                          | доктор Х. «Док» Реймонд                                       |